# VINTAGE White
『VINTAGE White』（ヴィンテージ・ホワイト）は、林原めぐみの3枚目のベスト・アルバム。2011年6月11日にスターチャイルドから発売された。

## 概要
前作のベスト・アルバム『VINTAGE A』（2000年6月21日発売）からは約11年ぶりとなる3作目のベスト・アルバム。通常、日本でCDの発売は水曜日であるが、自身のラジオ番組『林原めぐみのTokyo Boogie Night』1000回記念公開録音実施に合わせて土曜日に発売された。また、同イベントでは本作に収録されている新曲を多数披露した。ジャケット・アートワークは写真家の蜷川実花が担当した。静と動を表現した「青」と「赤」と「もう1色」の色として表題色の「白」がメインテーマとして用いられているため、3パターンの衣装、アートワークが存在する。林原はジャケットについて、「色選びを大事にし、水色と赤をジャケットデザインに選んだ。また、タイトルに『ホワイト』という単語が入っているので全体的に『色』を強烈に表現したジャケットデザインになっている。」と語っている。
事前に行われたファン投票の結果を参考に、新曲2曲を含む全32曲を収録した。また、初回限定盤には新曲「Heart bridge」のPVを収録したDVDが封入されている。PVには、新規撮影の映像の他、過去のライブ映像やライブ写真も使用されている。「Heart bridge」は早くから歌詞が出来上がっていたが、2011年3月11日に東北地方太平洋沖地震が発生したことをきっかけに歌詞を書き換えており、書き換えの前後で全く逆の内容になったという。この楽曲は、アルバム発売の3週間前である5月21日から着うた等で先行配信がなされ、5月21日から9月30日までの配信収益を日本赤十字社を通して東北地方太平洋沖地震被災地への義援金とすることを発表している。
もう1つの新曲「Re.Starting again」は、『林原めぐみのTokyo Boogie Night』の1000回放送記念と歌手活動（スターチャイルドからのCDデビュー）20周年記念を兼ねて製作されたもので、後輩声優の保志総一朗に歌詞提供をした「Starting again」のセルフカバー曲である。オリジナル曲ではボーカルを保志、コーラスを林原が担当していたが、本楽曲では反対にボーカルを林原、コーラスを保志が担当している。2010年にも、やはり自身のラジオ番組『林原めぐみのHeartful Station』の1000回放送記念シングル「Heartful Station」を、同番組アシスタントの保志とともに製作したので、「シングルとは別の形で1000回記念の作品を残したかった」という。

### 主な記録
2011年6月20日付のオリコン週間アルバムチャートで9位を獲得した。初動売上は1.3万枚を記録した。デイリーチャートでは3位まで浮上した。なお、林原のアルバム作品のデイリーチャートTOP3入りは2枚目のベスト・アルバム『VINTAGE A』以来である。また、2011年6月度のオリコン月間アルバムチャート、月間アニメチャートで22位、3位を獲得した。
2011年6月20日付のBillboard Japan Top Albumsでは10位を獲得した。
2011年6月6日〜6月12日付のサウンドスキャン週間アルバムランキングTOP20では10位を獲得、初動売上は1.2万枚を記録し、翌週の2011年6月13日〜6月19日付のチャートでは累計売上1.9万枚を突破した。

## 批評
『CDジャーナル』は、「既存曲、新曲が収録された作品であり、ジャンルを超えた多彩な曲を聴くとアーティストとしての矜持、意欲が感じられる作品になっている。」と批評した。

## 収録曲
| #         | タイトル                  | 作詞       | 作曲       | 編曲                                | 時間  |
| --------- | ------------------------- | ---------- | ---------- | ----------------------------------- | ----- |
| 1.        | 「夜明けのShooting Star」 | 辛島美登里 | 辛島美登里 | 矢萩秀明                            | 4:51  |
| 2.        | 「虹色のSneaker」         | 辛島美登里 | 辛島美登里 | 村瀬恭久                            | 4:15  |
| 3.        | 「君のAnswer」            | 吉元由美   | 西岡治彦   | 西岡治彦                            | 3:53  |
| 4.        | 「BECAUSE」               | 西脇唯     | 西脇唯     | 長谷川智樹                          | 4:19  |
| 5.        | 「Bon Voyage!」           | 岡崎律子   | 岡崎律子   | 岩本正樹 コーラスアレンジ：岡崎律子 | 4:23  |
| 6.        | 「-Life-」                | 岡崎律子   | 岡崎律子   | 岩本正樹 コーラスアレンジ：岡崎律子 | 4:04  |
| 7.        | 「Give a reason」         | 有森聡美   | 佐藤英敏   | 大平勉                              | 4:25  |
| 8.        | 「I'll be there」         | MEGUMI     | 佐藤英敏   | 添田啓二 コーラスアレンジ：奥井雅美 | 5:25  |
| 9.        | 「Successful Mission」    | MEGUMI     | 佐藤英敏   | 矢吹俊郎                            | 4:07  |
| 10.       | 「はなれていても」        | 岡崎律子   | 岡崎律子   | 光宗信吉 コーラスアレンジ：岡崎律子 | 4:14  |
| 11.       | 「don't be discouraged」  | MEGUMI     | 佐藤英敏   | 添田啓二                            | 4:09  |
| 12.       | 「Good Luck!」            | 岡崎律子   | 岡崎律子   | 光宗信吉 コーラスアレンジ：岡崎律子 | 4:31  |
| 13.       | 「Thirty」                | MEGUMI     | MEGUMI     | 岩本正樹                            | 4:48  |
| 14.       | 「raging waves」          | MEGUMI     | 佐藤英敏   | 添田啓二                            | 4:58  |
| 15.       | 「君に逢えてよかった」    | MEGUMI     | 遠山淳     | 遠山淳                              | 4:39  |
| 16.       | 「雨のち曇りのち晴れ…」   | MEGUMI     | 佐藤英敏   | 五島翔                              | 5:01  |
| 合計時間: | 合計時間:                 | 合計時間:  | 合計時間:  | 合計時間:                           | 72:02 |

| #         | タイトル                                    | 作詞       | 作曲         | 編曲         | 時間  |
| --------- | ------------------------------------------- | ---------- | ------------ | ------------ | ----- |
| 1.        | 「サクラサク」                              | 岡崎律子   | 岡崎律子     | 十川知司     | 3:10  |
| 2.        | 「Over Soul（Vintage White Mix）」          | MEGUMI     | たかはしごう | たかはしごう | 3:54  |
| 3.        | 「feel well」                               | MEGUMI     | たかはしごう | たかはしごう | 4:38  |
| 4.        | 「Northern lights」                         | MEGUMI     | たかはしごう | たかはしごう | 3:27  |
| 5.        | 「Tokyo Boogie Night（2002 version）」      | 渡辺なつみ | 原一博       | 光宗信吉     | 3:06  |
| 6.        | 「KOIBUMI」                                 | MEGUMI     | たかはしごう | たかはしごう | 4:50  |
| 7.        | 「朝未き・夜渡り」                          | MEGUMI     | たかはしごう | たかはしごう | 4:58  |
| 8.        | 「負けないで、負けないで…」                 | 辛島美登里 | 辛島美登里   | 十川知司     | 4:41  |
| 9.        | 「Meet again」                              | MEGUMI     | たかはしごう | たかはしごう | 4:44  |
| 10.       | 「4月の雪」(コーラス：岡崎律子＆林原めぐみ) | 岡崎律子   | 岡崎律子     | 長谷川智樹   | 6:08  |
| 11.       | 「Plenty of grit」(コーラス：奥井雅美)      | MEGUMI     | 佐藤英敏     | 大平勉       | 4:45  |
| 12.       | 「集結の園へ」                              | MEGUMI     | たかはしごう | たかはしごう | 5:00  |
| 13.       | 「集結の運命」                              | MEGUMI     | 鷺巣詩郎     | 鷺巣詩郎     | 5:19  |
| 14.       | 「JUST BEGUN」                              | MEGUMI     | たかはしごう | たかはしごう | 5:22  |
| 15.       | 「Heart bridge」                            | MEGUMI     | たかはしごう | たかはしごう | 4:37  |
| 16.       | 「Re.Starting again」                       | MEGUMI     | 佐藤英敏     | たかはしごう | 4:40  |
| 合計時間: | 合計時間:                                   | 合計時間:  | 合計時間:    | 合計時間:    | 73:19 |

### Disc.3
- 新曲「Heart bridge」PV収録DVD（初回限定盤にのみ付属）

## タイアップ

### Disc.1
| 曲名                  | タイアップ                                                         | 初出作品                                                     | 発売日         | 規格品番  | 備考                     |
| --------------------- | ------------------------------------------------------------------ | ------------------------------------------------------------ | -------------- | --------- | ------------------------ |
| 夜明けのShooting Star | OVA『機動戦士ガンダム0080 ポケットの中の戦争』イメージソング       | 『機動戦士ガンダム 0080 ポケットの中の戦争 Sound Sketch II』 | 1989年4月21日  | 276A-7001 |                          |
| 虹色のSneaker         | ラジオ関西他『林原めぐみのHeartful Station』初代エンディングテーマ | 「虹色のSneaker」                                            | 1991年3月5日   | KIDA-15   | 2ndシングル              |
| 君のAnswer            | （なし）                                                           | 『Half and, Half』                                           | 1991年3月21日  | KICS-100  |                          |
| BECAUSE               | （なし）                                                           | 『Half and, Half』                                           | 1991年3月21日  | KICS-100  |                          |
| Bon Voyage!           | OVA『MINKY MOMO IN 旅立ちの駅』主題歌                              | 『MINKY MOMO 旅だちの駅』                                    | 1994年5月25日  | KICA-196  |                          |
| -Life-                | （なし）                                                           | 「Touch and Go!!」                                           | 1994年11月3日  | KIDA-90   | 8thシングルカップリング  |
| Give a reason         | テレビアニメ『スレイヤーズNEXT』オープニングテーマ                 | 「Give a reason」                                            | 1996年4月24日  | KIDA-128  | 11thシングル             |
| I'll be there         | テレビアニメ『セイバーマリオネットJ』エンディングテーマ            | 「Suceessful Misson」                                        | 1996年10月23日 | KIDA-134  | 14thシングルカップリング |
| Suceessful Misson     | テレビアニメ『セイバーマリオネットJ』オープニングテーマ            | 「Suceessful Misson」                                        | 1996年10月23日 | KIDA-134  | 14thシングル             |
| はなれていても        | （なし）                                                           | 『bertemu』                                                  | 1996年11月1日  | KICS-590  |                          |
| don't be discouraged  | テレビアニメ『スレイヤーズTRY』エンディングテーマ                  | 「don't be discouraged」                                     | 1997年4月23日  | KIDA-148  | 15thシングル             |
| Good Luck!            | （なし）                                                           | 『Irāvatī』                                                  | 1997年8月6日   | KICS-640  |                          |
| Thirty                | （なし）                                                           | 『Irāvatī』                                                  | 1997年8月6日   | KICS-640  |                          |
| raging waves          | 劇場版「スレイヤーズごぅじゃす」主題歌                             | 「raging waves」                                             | 1998年7月3日   | KIDA-163  | 19thシングル             |
| 君に逢えてよかった    | （なし）                                                           | 『ふわり』                                                   | 1999年10月27日 | KICS-755  |                          |
| 雨のち曇りのち晴れ…   | （なし）                                                           | 『ふわり』                                                   | 1999年10月27日 | KICS-755  |                          |

### Disc.2
| 曲名                               | タイアップ                                                                | 初出作品                    | 発売日        | 規格品番                                       | 備考                                     |
| ---------------------------------- | ------------------------------------------------------------------------- | --------------------------- | ------------- | ---------------------------------------------- | ---------------------------------------- |
| サクラサク                         | テレビアニメ『ラブひな』オープニングテーマ                                | 「サクラサク」              | 2000年5月24日 | KICA-506                                       | 24thシングル                             |
| Over soul                          | テレビアニメ『シャーマンキング』初代オープニングテーマ                    | 「Over soul」               | 2001年8月29日 | KICM-3016（林原盤） KICM-3017（アニメ盤）      | 26thシングル                             |
| feel well                          | 劇場版『スレイヤーズぷれみあむ』主題歌                                    | 「feel well」               | 2001年12月5日 | KICM-3020                                      | 27thシングル                             |
| Northern lights                    | テレビアニメ『シャーマンキング』2代目オープニングテーマ                   | 「Northern lights」         | 2002年3月27日 | KICM-3027                                      | 29thシングル                             |
| Tokyo Boogie Night（2002 version） | TBSラジオ他『林原めぐみのTokyo Boogie Night』2代目エンディングテーマ      | 『feel well』               | 2002年6月26日 | KICS-90956（初回限定盤） KICS-956（通常盤）    |                                          |
| KOIBUMI                            | テレビアニメ『朝霧の巫女』エンディングテーマ                              | 「KOIBUMI」                 | 2002年9月25日 | KICM-3021                                      | 31stシングル                             |
| 朝未き・夜渡り                     | テレビアニメ『朝霧の巫女』挿入歌、最終回エンディングテーマ                | 「KOIBUMI」                 | 2002年9月25日 | KICM-3021                                      | 31stシングルカップリング                 |
| 負けないで、負けないで…            | ラジオ『林原めぐみのHeartful Station』2代目エンディングテーマ             | 「負けないで、負けないで…」 | 2003年9月26日 | KICM-1083                                      | 32ndシングル                             |
| Meet again                         | テレビアニメ『スレイヤーズ』シリーズ TV放映10周年記念アニバーサリーソング | 「Meet again」              | 2006年7月26日 | KICM-1164                                      | 33rdシングル                             |
| 4月の雪                            | （なし）                                                                  | 『Plain』                   | 2007年4月21日 | KICS-91303/4（初回限定盤） KICS-1303（通常盤） | 原曲：岡崎律子                           |
| Plenty of grit                     | テレビアニメ『スレイヤーズREVOLUTION』オープニングテーマ                  | 「Plenty of grit」          | 2008年7月23日 | KICM-1245                                      | 35thシングル                             |
| 集結の園へ                         | フィールズ『CR新世紀エヴァンゲリオン 〜最後のシ者〜』イメージソング       | 「集結の園へ」              | 2009年4月22日 | KICM-1271                                      | 37thシングル                             |
| 集結の運命                         | フィールズ『CRヱヴァンゲリヲン 〜始まりの福音〜』イメージソング           | 「集結の運命」              | 2010年7月21日 | KICM-1310                                      |                                          |
| JUST BEGUN                         | AT-X放送のテレビアニメ『スレイヤーズEVOLUTION-R』最終回エンディングテーマ | 『CHOICE』                  | 2010年7月21日 | KICS-91548（初回限定盤） KICS-1548（通常盤）   |                                          |
| Heart bridge                       | （なし）                                                                  | （なし）                    | （なし）      | （なし）                                       | 新曲                                     |
| Re.Starting again                  | テレビアニメ『ロスト・ユニバース』イメージソング（原曲）                  | 「Starting again」（原曲）  | 2001年1月24日 | KICM-1195                                      | 原曲：ケイン・ブルーリバー as 保志総一朗 |

## 参加ミュージシャン
Heart bridge
- Sound Produce＆Programming：たかはしごう
- Drums：伊藤直樹
- E.Bass：金森佳朗
- Guitars：首藤高広
- Brass Arrangement＆Sax：金子サスケ
- Trumpet：上石統
- Trombone：荻野淳
- Background Vocal：林原めぐみ・たかはしごう

Re.Starting again
- Sound Produce＆Programming：たかはしごう
- Drums：伊藤直樹
- E.Bass：金森佳朗
- Guitars：首藤高広
- Background Vocal：保志総一朗・たかはしごう

## クレジット
| All Performed by MEGUMI HAYASHIBARA | All Performed by MEGUMI HAYASHIBARA                |
| ----------------------------------- | -------------------------------------------------- |
| Photographer                        | MIKA NINAGAWA                                      |
| Hair & Make                         | NAOYUKI AKAMA(赤間直幸)（Koa Hole inc）            |
| Stylist                             | TAKUTO SATOYAMA(里山拓斗)                          |
| Retoucher                           | KANA ASHIZAKI(芦崎加奈)                            |
| Technical director                  | MAKOTO UCHIKOSHI(打越誠)（Lucky Star）             |
| Art Direction & Design              | OSAMU OHUCHI(おおうちおさむ)（nano/nano graphics） |
| Artwork coordinate                  | EIJI NAKAMURA(中村栄司)（KING RECORDS）            |
| Artwork coordinate                  | MAO KOBAYASHI（KING RECORDS）                      |
| Artwork coordinate                  | KEISUKE MATSUMOTO（KING RECORDS）                  |

| New Recording Staff | New Recording Staff                                |
| ------------------- | -------------------------------------------------- |
| Recording Engineer  | KEIJI KONDO(近藤圭司)（Sign Sound）                |
| Recording Engineer  | HIROYUKI TSUJI(辻裕行)（King Sekiguchidai Studio） |
| Mixing Engineer     | KEIJI KONDO(近藤圭司)（Sign Sound）                |
| Mastering Engineer  | HIROYUKI TSUJI(辻裕行)（King Sekiguchidai Studio） |
| Artist Management   | KAYO MORI(森香代)（Wood-Park Office）              |
| Artist Promoter     | SHOKO YADA（KING RECORDS）                         |
| Sales Promoter      | KOTARO SUDO(須藤孝太郎)（KING RECORDS）            |
| Executive Producer  | TOSHIMICHI OHTSUKI（KING RECORDS）                 |
| A&R Chief Producer  | GO SHUKURI(宿利剛)（KING RECORDS）                 |